# Coupe des Pays-Bas de football 2019-2020
Navigation
Édition précédente Édition suivante
La Coupe des Pays-Bas de football 2019-2020, nommée la TOTO KNVB beker, est la 102e édition de la Coupe des Pays-Bas. La compétition commence le 17 août 2019 et se termine le 19 avril 2020, date de la finale qui se dispute au Stade de Feyenoord.
Le club vainqueur de la coupe est qualifié pour les qualifications de la Ligue Europa 2020-2021.
Après le report de la finale à la suite de la suspension des compétitions sportives aux Pays-Bas en raison de la pandémie de Covid-19 touchant le pays, la compétition est définitivement abandonnée le 24 avril 2020 sans aucun vainqueur.

## Déroulement de la compétition
Tous les tours se jouent en élimination directe. À chaque tour, un tirage au sort est effectué pour déterminer les adversaires.
Les clubs qui jouent en Europe ne peuvent pas s'affronter avant les huitièmes de finale.

## Résultats

### Huitièmes de finale
| Date            | Club                        | Résultat        | Club                |
| --------------- | --------------------------- | --------------- | ------------------- |
| 21 janvier 2020 | TOP Oss                     | 0 - 2           | AZ Alkmaar          |
| 21 janvier 2020 | Fortuna Sittard             | 1 - 2           | Feyenoord Rotterdam |
| 21 janvier 2020 | FC Eindhoven                | 1 - 2           | FC Utrecht          |
| 22 janvier 2020 | Heracles Almelo             | 0 - 2           | Vitesse Arnhem      |
| 22 janvier 2020 | Ajax Amsterdam              | 7 - 0           | SV Spakenburg       |
| 22 janvier 2020 | SC Heerenveen               | 2 - 2 4 - 3 tab | Willem II Tilburg   |
| 23 janvier 2020 | IJsselmeervogels Spakenburg | 1 - 1 6 - 7 tab | Go Ahead Eagles     |
| 23 janvier 2020 | NAC Breda                   | 2 - 0           | PSV Eindhoven       |

### Quarts de finale
| Date            | Club            | Résultat | Club                |
| --------------- | --------------- | -------- | ------------------- |
| 12 février 2020 | Vitesse Arnhem  | 0 - 3    | Ajax Amsterdam      |
| 12 février 2020 | AZ Alkmaar      | 1 - 3    | NAC Breda           |
| 13 février 2020 | Go Ahead Eagles | 1 - 4    | FC Utrecht          |
| 13 février 2020 | SC Heerenveen   | 0 - 1    | Feyenoord Rotterdam |

### Demi-finales
| Date        | Club                | Résultat | Club           |
| ----------- | ------------------- | -------- | -------------- |
| 4 mars 2020 | FC Utrecht          | 2 - 0    | Ajax Amsterdam |
| 5 mars 2020 | Feyenoord Rotterdam | 7 - 1    | NAC Breda      |

### Finale
La finale devait se jouer le 19 avril 2020 au Feijenoord Stadion de Rotterdam. Après avoir été dans un premier temps reportée en raison de la pandémie de Covid-19 aux Pays-Bas, elle est définitivement abandonnée le 24 avril.
| Abandonnée | FC Utrecht | -   | Feyenoord Rotterdam | Feijenoord Stadion, Rotterdam |
|            |            | (-) |                     |                               |